# Chinese roodkeelniltava
De Chinese roodkeelniltava (Niltava oatesi) is een zangvogel uit de familie Muscicapidae (vliegenvangers).

## Kenmerken
De vogel is 19 cm lang en lijkt sterk op de taiwanroodkeelniltava (N. vivida) die gemiddeld iets kleiner is. Het mannetje is van boven paarsblauw en helder oranje-rood van onder. Het "gezicht", de keel en de vleugelpennen zijn zwart, evenals de snavel en de poten. Het vrouwtje is olijfkleurig bruin, van boven donkerder dan van onder.

## Verspreiding en leefgebied
De vogel komt voor in gebieden in de oostelijke Himalaya tot zuidelijk in China. De leefgebieden liggen in (sub-)tropisch bos op hellingen tussen de 700 en 2700 meter boven zeeniveu.

## Status
Het is geen bedreigde diersoort, maar de populatie-aantallen gaan wel achteruit.